# Джон Огдон
Джон О́гдон (англ. John Ogdon; 27 січня 1937 — 1 серпня 1989) — британський піаніст і композитор.
Народився у Менсфілд Вудхаус, графство Ноттингемшир. Вичвся у Манчестерському музичному коледжі. У 1960 року здобув премії на конкурсах імені Бузоні та імені Ліста, а 1962 виграв Другий Конкурс імені Чайковського, розділивши першу премію з Володимиром Ашкеназі.
У 1960-і роки Огдон багато концертував, записувався і складав, однак на початку 1970-х у нього почалися проблеми зі здоров'ям, і в 1973 він був поміщений в психіатричну лікарню Модслі в Лондоні з діагнозом «шизофренія». Повернення в 1980-х роках на сцену вже не принесло музикантові успіху. Помер в Лондоні.
Джон Огдон також є автором багатьох понад 200 власних творів — опер, кантат, оркестрових, камерних та фортепіанних творів. Більшість його рукописів зберігаються в бібліотеці Північного музичного коледжу в Манчестері.